# گل محبوبه شب
گل محبوبه شب(نام علمی: Cestrum parqui) نام یک گونه از تیره بادنجانیان است.